# Transformagiër
Een Transformagiër (Engels: Metamorphmagus) is een gave die sommige personages uit de Harry Potterboekenreeks van J.K. Rowling bezitten. Het is een heks of tovenaar die zijn of haar uiterlijk naar believen kan aanpassen. Men kan dit niet leren, het is een talent waarmee men geboren wordt.
Er zijn van twee mensen in de boeken bekend dat ze Transformagiër zijn, namelijk Nymphadora Tops en Teddy Lupos. Nymphadora staat erom bekend dat ze steeds de kleur van haar haar en de vorm van haar neus verandert. In het vijfde boek maakt ze zich daar erg populair mee bij Hermelien Griffel en Ginny Wemel. Bij zowel Nymphadora als Teddy veranderde hun haarkleur al vlak na hun geboorte.
Transformagiër zijn is een zeer handige eigenschap voor Schouwers, omdat ze zonder moeite alle mogelijke vermommingen kunnen aannemen.